# Тетанус
Тетанус, тетаническое мышечное сокращение (др.-греч. τέτανος — оцепенение, судорога) — состояние длительного сокращения, непрерывного напряжения мышцы, возникающее при поступлении к ней через мотонейрон нервных импульсов с высокой частотой. При этом расслабления между последовательными одиночными сокращениями не происходит, и возникает их суммация, приводящая к стойкому максимальному сокращению мышцы.
Различают зубчатый и гладкий тетанус. При зубчатом тетанусе каждый последующий нервный импульс воздействует на начавшую расслабляться мышцу, при этом происходит неполная суммация сокращений. При гладком тетанусе, имеющем бо́льшую амплитуду, воздействие импульса происходит в конце периода укорочения, что приводит к полной суммации сокращений.
В отличие от скелетных мышц, в миокарде из-за периода рефрактерности невозможно развитие тетануса, который мог бы привести к нарушению сокращения и остановке сердца. Благодаря этому сохраняется резерв времени, необходимый для расслабления камер сердца и наполнения их кровью.